# Friedrich Wilhelm Rust (1902-1972)
Friedrich Wilhelm Rust (Gera, 21 september 1902 – Hamburg, 7 september 1972) was een Duits componist en dirigent. Hij gebruikte soms het pseudoniem Bert Cadi.

## Levensloop
Hij was een achterkleinzoon van de gelijknamige 18e-eeuwse componist Friedrich Wilhelm Rust (1739-1796). Diens kleinzoon, de muziekwetenschapper en Bachvorser Wilhelm Rust (1822-1892), was zijn oom. 
Rust werd na zijn muziekstudie vooral bekend als componist van filmmuziek. Hij werkte veel samen met Universum Film AG (Ufa). Na de Tweede Wereldoorlog schreef hij lichte muziek voor orkest en verschillende werken voor harmonieorkest.

## Composities

### Werken voor orkest
- 1931 Wenn erst die Veilchen blüh'n, Tango
- 1935 Kleine Begebenheit, muzikaal tussenspel
- 1935 Romanze in Des-groot, voor orkest
- 1949 Mandolinata, voor orkest
- 1951 Addio Donna Grazia, Tango
- 1951 Das schmeißt doch einen Seemann nicht gleich um, Foxtrot
- 1952 Bergkristall, Lyrisch intermezzo voor klein orkest
- 1953 Paradies im Süden, voor orkest
- 1953 Schalk im Nacken, voor orkest
- 1954 Heitere Ouvertüre, voor groot orkest
- 1957 Beppo, der Lausejunge, intermezzo
- Andalusisches Fischermädchen, intermezzo
- Arabisches Gold, Oriëntaalse fantasie
- Aus meinem Tagebuch, suite
- Blumen der Liebe, wals
- Das Zauberschloss, ouverture
- Der Fels im Meer, ouverture
- Der Froschkönig, ouverture
- Der goldene Apfel, ouverture
- Die Reise nach Orplid, suite
- Die Straße nach Florenz, ouverture
- Drei Frühlingstage, suite
- Drei Wünsche, suite
- Ein Sommertag am Lido, ouverture
- Einsamer Sonntag, intermezzo
- Fröhliche Jugend, wals
- Gänseliesel, ouverture
- Gruß an Abazzia, intermezzo
- Heimlichkeiten, intermezzo
- Im Glanz der Sterne, barcarolle
- Jägerlatein, ouverture
- Kinderfest, ouverture
- König Laurin, Andante sinfonico
- Lachendes Leben, ouverture
- Leuchtende Farben, wals
- Maispaziergang, intermezzo
- Nordische Romance
- Peter Schlemihl, ouverture
- Prinzess Goldschuh, ouverture
- Regenbogen, suite
- Romance in Des majeur
- Schwabenmädel, wals
- Silberne Mondnacht, intermezzo
- Slawische Rhapsodie
- Spanische Legende
- Spieglein, Spieglein an der Wand, ouverture
- Sterne über Granada, Spaanse fantasie
- Verbotene Früchte, intermezzo
- Wiener Melodie, intermezzo
- Zwei Arabesken, intermezzo
- Zwei Tänze im Alten Stil, intermezzo
- Zwei Tanzstücke, intermezzo

### Werken voor harmonieorkest
- 1924-1928 Ouvertüre zu einem Festspiel
- 1957 Heimlichkeiten, muzikaal tussenspel
- Columbia Marsch
- Der Froschkönig, ouverture
- Drei Frühlingstage, suite
- Lachendes Leben, ouverture

### Filmmuziek
- 1934 Freut euch des Lebens
- 1935 Die Werft zum grauen Hecht
- 1936 Schloss Vogelöd
- 1936 Inkognito
- Lockvogel